# Ныса (город)
Ны́са (пол. Nysa), Не́йсе (нем. Neisse) — город в Польше, входит в Опольское воеводство, Нысский повят. Имеет статус городско-сельской гмины. Занимает площадь 27,5 км². Население — 46 841 человек (на 2006 год).

## История
Ныса является одним из старейших городов в Силезии. Вероятно, он был основан в X веке и впоследствии стал столицей княжества с тем же названием.
Около 1200 года княжество Ныса вошло в состав епархии Вроцлав. Город был укреплён с 1350 года и это сыграло свою роль для защиты от гуситов в 1424 году.
Город и княжество были частью коронных чешских земель в 1342—1742 годах.
Во время Тридцатилетней войны (1618—1648) город был осаждён три раза. Первая Силезская война (1740—41, война за Австрийское наследство) положила конец австрийскому суверенитету над Силезией, и город оказался в руках короля Фридриха II Прусского, который заложил основы современных укреплений. 25 августа 1769 Нейсе был местом встречи между Фридрихом II и императора Иосифа II, соправителем в Габсбургской монархии в Австрии. Во время наполеоновских войн Нейсе был взят французами в 1807 году. Из-за своих многочисленных церквей (готика и барокко) город получил прозвище «Силезский Рим».
После Первой мировой войны Нейсе стал частью новой провинции Верхняя Силезия. Отвоёванный Красной армией в ходе Верхне-Силезской наступательной операции во время Второй мировой войны, город был передан польской администрации в соответствии с итогами Потсдамской конференции и ему было возвращено прежнее польское имя Ныса. Немецкое население города было депортировано и впоследствии заменено поляками из Западной Украины.
В 1957 году в городе на бывшей фабрике мебели начался выпуск фургонов и микроавтобусов Nysa («Ныса»). В 1958 году предприятие получило название «Завод развозных автомобилей» (Fabryka Samochodów Dostawczych, сокращённо FSD), который проработал до 1994 года.

## Население
| Год  | Численность | Численность |
| ---- | ----------- | ----------- |
| 1972 | 34 000      | [ 1 ]       |
| 1985 | 45 000      | [ 2 ]       |
| 2006 | 46 841      |             |
| 2018 | 44 243      |             |
| 2021 | 42 151      | [ 3 ]       |

## Транспорт
В городе железнодорожная станция Ныса (товарно-пассажирская). Городскую коммуникацию обслуживает 5 автобусных линий.

## Города-побратимы
- Балтийск, Россия
- Коломыя, Украина
- Шумперк, Чехия

## Известные уроженцы
- Герман-Найсе, Макс — немецкий поэт.
- Заллет, Фридрих фон — немецкий поэт и богослов.
- Гржимек, Бернард — немецкий зоолог.
- Хельвиг, Мартин — немецкий картограф.

## Галерея
- Рынок
- Парк
- Ратушная площадь
- Башня
- Старинное здание после реставрации
- Историческое здание почты
- Фонтан с видом на башню ратуши
- Церковь Св. Якоба и Агнес
- Потолки и колонны церкви
- Церковь Св. Петра и Павла
- Арка
- Нейсская крепость
- Плита в виде книги на Иерусалимском кладбище